# 3960-as busz
A 3960-as jelzésű autóbuszvonal egy Tiszaújváros és Görbeháza között közlekedő helyközi járat, amelyet a Volánbusz Zrt. üzemeltet Polgár érintésével.

## Útvonala
Tiszaújváros autóbusz-állomásról indul. Először a művelődési házat érinti, majd a 35-ös főúton Polgár felé hagyja el a járásközpontot, előtte egy indítás kitér, a többi végállomásozik a petrolkémiánál, valamint egyesek érintik a Dózsa György utcát is. Egyetlen munkanapi kitér Tiszapart városrészébe. Polgáron az autóbusz-váróterem sokszor vonalközi végállomás, nem az összes járat halad tovább 10 kilométert, Görbeháza községbe. Az itt található orvosi rendelő megállóban van vége a vonalnak.
Ellentétes irányban útvonala változatlan. Egyik naponta közlekedő esti Polgár Outlet Centert is érinti.

## Közlekedése
Indításszáma alacsony, rengeteg másik járat szolgálja ki elsődlegesen Tiszaújváros, Polgár és Görbeháza kapcsolatát.
| Útvonala                                               | Indításszáma    | Közlekedése               |
| ------------------------------------------------------ | --------------- | ------------------------- |
| Tiszaújváros, aut. áll. – Polgár, aut. vt.             | 3 oda, 1 vissza | tanítási napokon          |
| Tiszaújváros, aut. áll. – Polgár, aut. vt.             | 2 oda           | tanszünetben munkanapokon |
| Tiszaújváros, aut. áll. – Görbeháza, orvosi rendelő    | 2 oda, 3 vissza | munkanapokon              |
| Tiszaújváros, aut. áll. – Görbeháza, orvosi rendelő    | 1 oda, 2 vissza | hétvégén                  |
| Tiszaújváros, MOL aut. vt. – Görbeháza, orvosi rendelő | 3 oda, 2 vissza | naponta                   |

## Megállóhelyei
| 0                                                                           | Tiszaújváros, autóbusz-állomás végállomás                 | 0.0 km  | 1, 1A, 2, 3 1055, 1370, 1372, 1373, 1374, 1410, 1426, 1427, 1428 3731, 3733, 3737, 3739, 3744, 3745, 3752, 3952, 3963, 3965, 3966, 3967, 3968, 3969, 3970, 3971, 3974, 3975, 4008, 4009, 4240, 4241, 4484 |
| Tanítási napokon 5; tanszünetben munkanapokon 4; hétvégén 2 indítás érinti. |                                                           |         | |
| ∫                                                                           | Tiszaújváros, művelődési ház                              | ∫       | 2, 3 3731, 3733, 3737, 3739, 3744, 3745, 3952, 3963, 3965, 3966, 3968, 3970, 3971, 3975, 4008, 4240, 4241, 4484                                                                                           |
| 1                                                                           | Tiszaújváros bejárati út                                  | 0.9 km  | 2 1369, 1370, 1372, 1410, 1426, 1427, 1428, 1450 3731, 3733, 3737, 3739, 3744, 3745, 3952, 3963, 3964, 3965, 3966, 3968, 3970, 3971, 3975, 4008, 4240, 4241, 4484                                         |
| Munkanapokon 6; hétvégén 5 indítás érinti.                                  |                                                           |         | |
| ∫                                                                           | Tiszaújváros, MOL autóbusz-váróterem vonalközi végállomás | ∫       | 1450 3731, 3733, 3737, 3745, 3952, 3963, 3964, 3965, 3966, 3968, 3970, 3971, 3975, 4008, 4240, 4484 |
| 1                                                                           | Tiszaújváros bejárati út                                  | 0.9 km  | 2 1369, 1370, 1372, 1410, 1426, 1427, 1428, 1450 3731, 3733, 3737, 3739, 3744, 3745, 3952, 3963, 3964, 3965, 3966, 3968, 3970, 3971, 3975, 4008, 4240, 4241, 4484                                         |
| 2                                                                           | Tiszaújváros, Volán-telep                                 | 1.7 km  | 2 1369, 1370, 1372, 1410, 1450 3739, 3952, 3963, 3964, 3965, 4008, 4240, 4241, 4484 |
| Munkanapokon 8; hétvégén 7 indítás érinti.                                  |                                                           |         | |
| ∫                                                                           | Tiszaújváros, Dózsa György utca                           | ∫       | 3 1369, 1450 3952, 3963, 3964, 3965, 4008, 4240, 4484 |
| 3                                                                           | Tiszapart városrészi elágazás                             | 3.7 km  | 2 1369, 1370, 1372, 1410, 1450 3739, 3952, 4240, 4241, 4484 |
| Munkanapokon 1 indítás érinti.                                              |                                                           |         | |
| ∫                                                                           | Tiszapart városrész, autóbusz-váróterem                   | ∫       | 2 3739 |
| 3                                                                           | Tiszapart városrészi elágazás                             | 3.7 km  | 2 1369, 1370, 1372, 1410, 1450 3739, 3952, 4240, 4241, 4484 |
| 4                                                                           | Tiszaújváros, Tiszagát őrház                              | 5.5 km  | 1369, 1450 3739, 3952, 4240, 4241, 4484 |
| 5                                                                           | Polgári tanyák                                            | 7.6 km  | 1369, 1450 3739, 3952, 4240, 4241, 4484 |
| 6                                                                           | Polgár, strandfürdő                                       | 8.5 km  | 1369, 1370, 1450 3739, 3952, 4240, 4241, 4484 |
| 7                                                                           | Polgár, autóbusz-váróterem vonalközi végállomás           | 9.7 km  | 1055, 1369, 1370, 1372, 1373, 1374, 1410, 1426, 1427, 1428, 1450 3739, 3952, 4240, 4241, 4463, 4482, 4484, 4488                                                                                           |
| 8                                                                           | Polgár, vasútállomás bejárati út                          | 11.4 km | 1372, 1410, 1450 4240, 4463, 4482, 4484 |
| 9                                                                           | Polgár, Vörösmarty utca                                   | 12.1 km | 1450 4463, 4482, 4484 |
| 10                                                                          | Polgár, ipari park                                        | 13.3 km | 1372, 1410 4463, 4482 |
| Naponta 1 indítás érinti.                                                   |                                                           |         | |
| ∫                                                                           | Polgár, Outlet Center                                     | ∫       | 1372, 1374 |
| 11                                                                          | Nyugati csatorna                                          | 17.8 km | 4463, 4482 |
| 12                                                                          | Görbeháza, autóbusz-váróterem                             | 21.4 km | 1372, 1374, 1410 4463, 4482 |
| 13                                                                          | Görbeháza, orvosi rendelő végállomás                      | 22.3 km | 4482 |